# Plutonesthes amoena
Plutonesthes amoena là một loài bọ cánh cứng trong họ Cerambycidae.